# Semiothisa hygies
Semiothisa hygies là một loài bướm đêm trong họ Geometridae.